# Heinrich Folk
Heinrich Folk (* 7. Juli 1919 in  Hindenburg (Oberschlesien); † 21. Mai 1980) war ein Oberst im Ministerium für Staatssicherheit (MfS) der Deutschen Demokratischen Republik (DDR). Er war von 1952 bis 1954 Bezirksverwaltungsleiter des MfS in Schwerin und später in Ostberlin leitender Mitarbeiter der Hauptverwaltung Aufklärung (HVA), des Auslandsnachrichtendienstes der DDR.

## Leben
Folk, Sohn eines Bergarbeiters, absolvierte nach der Volksschule eine Ausbildung zum technischen Zeichner und arbeitete bis 1939 in diesem Beruf. Nach einer kurzzeitigen Anstellung bei der Post wurde er 1940 in die deutsche Wehrmacht eingezogen und kämpfte im Zweiten Weltkrieg. 1943 lief er zur Roten Armee über, kehrte als sowjetischer Agent verdeckt zur Wehrmacht zurück, geriet jedoch 1944 wiederum in sowjetische Kriegsgefangenschaft. Nach dem Besuch der Antifa-Schule versuchte er als Aufklärer der Roten Armee deutsche Soldaten zum Überlaufen zu bewegen und wurde schwer verwundet. Folk blieb bis 1947 in der Sowjetunion und unterrichtete an einer Antifa-Schule deutsche Kriegsgefangene.
Nach seiner Rückkehr nach Deutschland wurde Folk 1948 Mitarbeiter der Deutschen Volkspolizei (DVP) in Berlin, Abteilung Politkultur, und 1949 Lehrer an der Polizeischule in Prora. 1949 trat er in die Sozialistische Einheitspartei Deutschlands (SED) ein, 1950 wurde er vom MfS eingestellt.
Zunächst war Folk stellvertretender Leiter der Abteilung VII der Länderverwaltung Mecklenburg, zuständig für die „Absicherung“ der Polizei und des Ministeriums des Inneren (MdI) und ab 1951 Leiter der Abteilung IV, zuständig für Spionageabwehr. Nach der Verwaltungsreform und der Abschaffung der Länder in der DDR im Sommer 1952 wurde er im August 1952 Leiter der neugebildeten MfS-Bezirksverwaltung Schwerin.
1954 wechselte Folk zur HVA in Ostberlin und wurde dort stellvertretender Leiter der Hauptabteilung II, zuständig für Spionageabwehr. 1956 wurde er stellvertretender Leiter der Hauptabteilung I, zuständig für politische Spionage und 1959 Leiter der Abteilung I, zuständig für den „Staatsapparat der Bundesrepublik Deutschland“. In dieser Funktion blieb er bis zu seinem Ruhestand 1968. 1960 wurde Folk zum Oberst befördert.

## Ehrungen
- 1979 Vaterländischer Verdienstorden in Gold (DDR)